# Drakens gränd

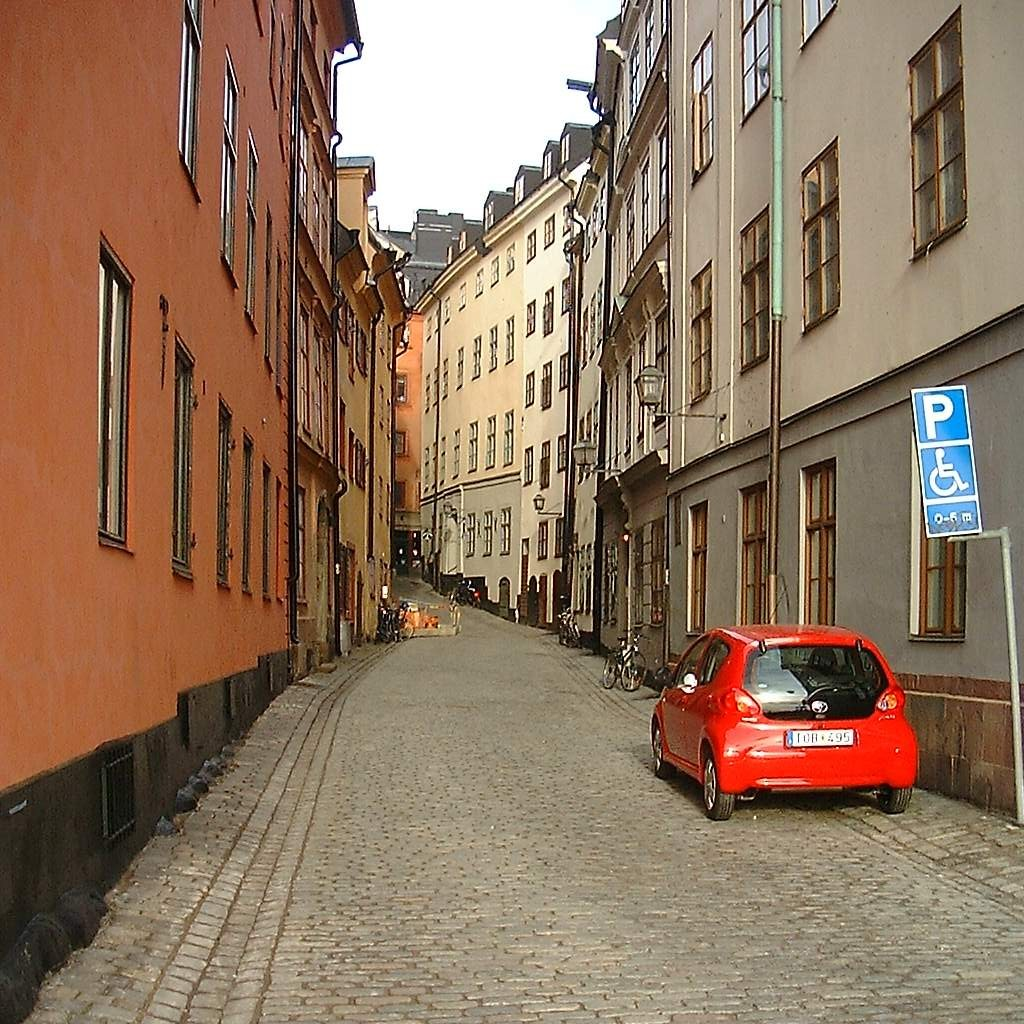
Vy mot Österlånggatan.

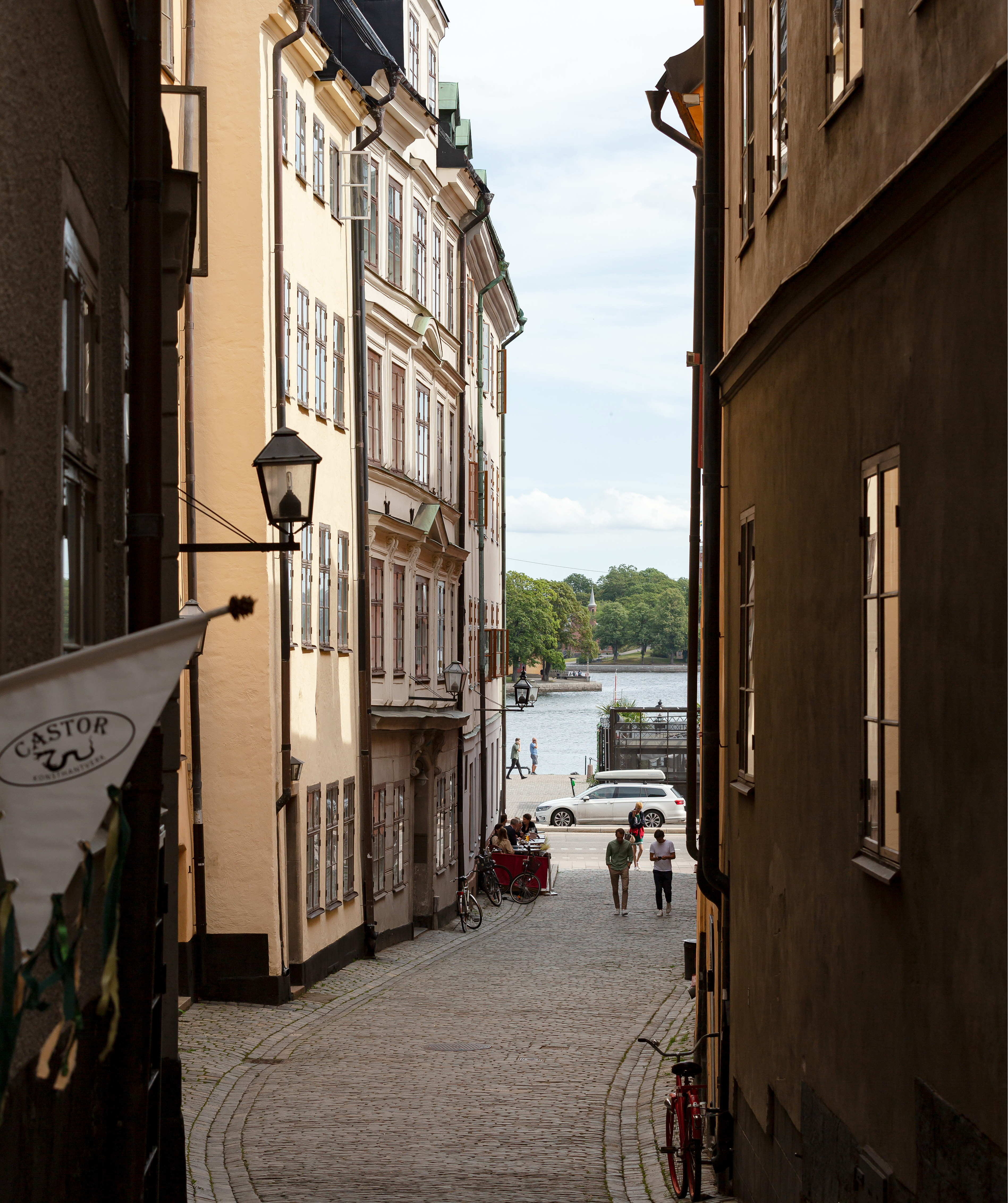
Vy mot Skeppsbron.

Drakens gränd är en gränd i Gamla stan i Stockholm, som går från Österlånggatan till Skeppsbron.

## Historia
Namnet Drakens gr[änd] är belagt sedan 1728. Tidigare namn var Skultans gränd (1500-talets mitt), Bredgränd och Makelerens gränd, det senare efter skotten Jacob Mac Leer vars namn förvrängdes till Makleer och Machler. Han förvärvade ett hus i gränden 1627. Mac Leer hade även ett hus med trädgård vid Timmermansgatan.

### Källaren Draken och Sveriges Vapen
Gränden har fått sitt namn efter Källaren Draken, som en gång låg i grändens övre hörn, i kvarteret Apollo, nuvarande Österlånggatan 29. På 1660-talet ägdes Källaren Draken av Melchior Schipman som 1669 öppnade värdshuset Draken i nuvarande Drakenbergsområdet nära Hornstull sedan han flyttat verksamheten dit. 
År 1682 inköptes Källaren Draken i Gamla stan av vinskänken Jöran Berg (död 1722), som fortsatte rörelsen under namnet Förgylda Draken. Till stamgästerna hörde Carl von Linné och Carl Michael Bellman. På Linnés tid hette stället Lars på hörnet efter innehavaren Lars Beckström. Källaren upphörde 1755 men återföddes i slutet av 1700-talet i kvarteret Pegasus, Slottsbacken 6 där sedan Skomakare-Källaren öppnade sina portar.
År 1782 låg här källaren Sveriges Vapen där den blivande amerikanske presidenten John Quincy Adams på sitt Sverigebesök bodde sex veckor mellan den 23 november och den 31 december 1782.